# Милутинова кула
Милутиновата или Каваларската кула (на гръцки: Πύργος του Μιλούτιν, Πύργος του Καβαλλαρέως, Πύργος του Καβαλλάρη) е средновековно отбранително съоръжение, разположено на полуостров Света гора, Халкидики, Гърция. Принадлежи на Хилендарския манастир.

## Местоположение
Кулата се намира северно от манастира близо до пристанището му на северния бряг на полуострова.

## История
Построена е около средата на XIII век. Още през 1198 година манастирът и неговите имоти са дарени от Алексий I Комнин на сръбските владетели като „вечен дар“. Кулата е кръстена на Стефан II Милутин, крал на Сърбия в периода 1281 – 1321 година. Милутин не е този, който е построил кулата, но той добавя последния етаж и покрива през 1302 година.

## Описание
Кулата е с височина 45 m и е представителен образец на кулите от късновизантийския период, характеризиращ се със силно изпъкнали контрафорси.